# Pakantou
Pakantou ist eine Riffinsel des Nui-Atolls im pazifischen Inselstaat Tuvalu.

## Geographie
Die Insel ist zusammen mit Talalolae und Piliaieve eine der zentralen Inseln des Atolls.